# 제임스 L. 브룩스
제임스 L. 브룩스(James L. Brooks, 1940년 5월 9일 ~ )은 미국의 영화 감독, 각본가, 제작자이다.

## 작품 목록
- 엘라 맥케이 (2025)
- 지랄발광 17세 (2016)
- 더 심슨:더 롱기스트 데이케어 (2012)
- 심슨 가족 20주년 스페셜 (2010)
- 에브리씽 유브 갓 (2010)
- 심슨 가족, 더 무비 (2007)
- 스팽글리쉬 (2004)
- 라이딩 위드 보이즈 (2001)
- 이보다 더 좋을 순 없다 (1997)
- 바틀 로켓 (1996)
- 제리 맥과이어 (1996)
- 너를 위하여 (1994, I'll Do Anything)
- 금지된 사랑 (1989)
- 장미의 전쟁 (1989)
- 심슨 가족 (1989)
- 빅 (1988)
- 브로드캐스트 뉴스 (1987)
- 애정의 조건 (1983)
- 결혼과 이혼 사이 (1981)
- 리얼 라이프 (1979)
- 사랑의 새출발 (1979)